# Jean Vaysse
Pour les articles homonymes, voir Vaysse.
Pas d'image ? Cliquez ici

a Compétitions nationales et continentales officielles uniquement.

b Matchs officiels uniquement.
Jean Vaysse est un joueur français de rugby à XV, né le 28 avril 1900 à Carmaux et mort le 17 octobre 1974 à Albi, ayant occupé le poste de trois-quarts centre au Sporting club albigeois, au Stade français et en sélection nationale.
Il devint par la suite le sélectionneur du Comité des Pyrénées.

## Carrière

### En équipe de France
Jean Vaysse a connu sa première sélection aux Jeux olympiques, le 18 mai 1924, contre les États-Unis, match durant lequel il se blesse. Il remporte la médaille d'argent.

## Palmarès

### En club
- Champion des Pyrénées en 1927 avec Albi, équipe dont il fut également le capitaine

### En équipe de France
- 2 sélections
- Sélections par année : 1 en 1924, 1 en 1926
- Vice-champion olympique de rugby en 1924